# Markovits Bori
Markovits Bori névvariáns: Markovics (Szeged, 1951. május 8. –) magyar színésznő.

## Életútja
Édesanyja Bányász Ilona színésznő, A Szegedi Nemzeti Színház Örökös Tagja. Kilenc évesen lépett először színpadra Szegeden. 1973-ban szerezte diplomáját a Színházművészeti Főiskolán. 1973-tól a Budapesti Gyermekszínházban játszott, majd 1977-től a Pécsi Nemzeti Színházban lépett fel, 1979-től pedig a debreceni Csokonai Színház művésze volt. 1984-ben került a Szegedi Nemzeti Színházhoz Sándor János meghívására. 2015-ben Dömötör-életműdíjat kapott.

## Fontosabb színházi szerepei
- William Shakespeare: Vízkereszt, vagy amit akartok... Mária, Olívia komornája
- Friedrich Schiller: Don Carlos... Eboli
- Friedrich Schiller: A genovai Fiesco összeesküvése... Leonora grófnő, Fiesco hitvese
- Euripidész: A trójai nők... Kasszandra
- Anton Pavlovics Csehov: Ványa bácsi... Szofja Alekszandrovna (Szonya)
- Anton Pavlovics Csehov: Sirály... Polja (Polina Andrejevna)
- Anton Pavlovics Csehov: Három nővér... Anfisza, dada
- Nyikolaj Vasziljevics Gogol: A revizor... A polgármester felesége
- Borisz Lvovics Vasziljev: Csendesek a hajnalok... Szonya
- Federico García Lorca: Bernarda Alba háza... Adela
- Luigi Pirandello: Hat szereplő szerzőt keres... Harmadik színésznő (Sgricia)
- Carlo Goldoni: A chioggiai csetepaté... Libera
- Friedrich Dürrenmatt: János király... Konstancia, János sógornője
- Friedrich Dürrenmatt és Schwajda György (írásai alapján): Pör a szamár árnyékáért... szereplő
- Henrik Ibsen: Hedda Gabler... Berte, Tesmanék szobalánya
- Mark Twain: Koldus és királyfi... Tom
- Jaroslav Hašek: Svejk... Palivetzné
- Anatolij Ribakov: Az Arbat gyermekei... Zida
- Leonyid Zorin: Varsói melódia... Helga
- Neil Simon: Furcsa pár... Olive
- Neil Simon: Furcsa pár (Női verzió)... Sylvie
- Pierre Barillet – Jean-Pierre Grédy: A kaktusz virága... Stephanie
- Alexander Breffort – Margauerite Monnot: Irma, te édes... Irma
- Graham Greene – Kazimir Károly – Ungvári Tamás: A csendes amerikai... Énekesnő
- Móricz Zsigmond: Légy jó mindhalálig... Nyilas Misi
- Móricz Zsigmond: Kivilágos kivirradtig... Aradiné
- Gárdonyi Géza – Schwajda György: A láthatatlan ember... Dsidsia, rabszolgalány
- Bródy Sándor: A medikus... Riza
- Szép Ernő: Vőlegény... Gyengusné, mozi-zongorista
- Molnár Ferenc: Az üvegcipő... Házmesterné
- Békeffi István: A régi nyár... Cukrászné
- Tamási Áron: Énekes madár... Regina
- Tamási Áron: Ördögölő Józsiás... Jázmina, tündérkirálylány, Lámsza lánya
- Sütő András: Csillag a máglyán... Veronika
- Örkény István: Macskajáték... Cs. Bruckner Adelaida
- Illés Endre: Törtetők... Jolán
- Spiró György: Csirkefej... Előadónő
- Vámos Miklós: Világszezon... Olga, 40 körül
- Eörsi István: Play Molnár (Színe és visszája)... Selyem Cinka
- Csurka István: Az idő vasfoga... Angéla, asszisztensnő
- Kazán István – Mesterházi Lajos – Miklós Tibor: Férfikor... Anna
- Kazimir Károly – Jánosy István (összeállította): Ramajana... Lava, Rama iker gyermeke
- Szabó Magda: Régimódi történet... Gizella
- Maróti Lajos: Egy válás története... Subert Zsuzsa
- Zsolt Béla: Nemzeti drogéria (Erzsébetváros)... Berkovitsné
- Somló Gábor: Öltöző... Dobó Zsuzsa, naiva
- Babay József: Három szegény szabólegény... Selyem Kata
- Ödön von Horváth: Kazimir és Karolin... Szemes Franz Ernája
- Ödön von Horváth: Huza-vona... Hanuschné
- Lehár Ferenc: A víg özvegy... Valencienne
- Eisemann Mihály – Szilágyi László: Én és a kisöcsém... Vadász Frici, gépírólány
- Eisemann Mihály: Fekete Péter... Madame Bouchon
- Jacobi Viktor: Leányvásár... Szobalány
- Ábrahám Pál: Viktória... Ah-Wong
- Linel Bart: Olivér... Bet, egy lány Fagin iskolájából
- Albert Barré – Henry Keroul: Léni néni... Tudósnő
- Arnold Wesker: Konyha... Violet
- Horváth Péter: Csaó bambinó... Jegyszedő
- Horváth Péter – Presser Gábor – Sztevanovity Dusán: A padlás... Mamóka
- Zalán Tibor: Bevíz úr hazamegy, ha... Anya
- Kocsis István: Megszámláltatott fák... Komarkné, tanítónő
- L. Novogrudszkij – D. Orlov: 	Brummogó és a Dinnye... Petya
- Lev Birinszkij: Bolondok tánca... Jelizaveta, Habarovics felesége
- Fernando Arrabal: Az orángután-megnyitás... Mathilde, sakkbajnoknő
- Szergej Mihalkov: A hab... Mahinyina, Raisza Markovna
- Alekszej Nyikolajevics Arbuzov: Irkutszki történet... Léna
- Oldřich Danĕk: Szemtől szembe... Olga gyerek korában
- Giulio Scarnicci – Renzo Tarabusi: Kaviár és lencse... Matilde, Leonida testvére
- James Rado – Gerome Ragni: Hair... Crissy
- Jerry Bock – Joseph Stein – Sólem Aléchem: Hegedűs a háztetőn... Cejtel; Cejtel mama
- Shelagh Delaney: Egy csepp méz... Josie
- Michel Tremblay: Sógornők... Rhéaune Bibeau

## Filmek, tv
- Utazás Jakabbal (1972)
- Tisztesség, becsület (1972)
- A labda (1973)
- A palacsintás király (1973)
- Különös mátkaság (1977)
- Az ész bajjal jár (1978)
- Pénzt Marijának (1980)
- Hogyan csináljunk karriert? (1981)
- Ítélet előtt (sorozat)

- A tettes is ismeretlen című rész (1982) ... Tófalvyné
- Buborékok (1983)... Solmay Gizella
- Az emlékmúzeum (1984)
- Família Kft. (sorozat)

- Tiszaparti party  2. és 3. rész (1997) ... Gazdáné